# 옻골다목적운동장
옻골다목적운동장(옻골多目的運動場, Otgol Stadium)은 대한민국 대구광역시에 있는 스포츠 시설이다. 인조잔디 필드가 갖춰진 경기장이며, 2017년 12월에 준공되었다.

## 참고 문헌
- “옻골다목적운동장”. 북구청.
- 〈옻골다목적운동장〉. 《대구역사문화대전》. 한국학중앙연구원.
- 《2023 전국 공공체육시설 현황 (2022년 12월말 기준)》. 대한민국 문화체육관광부. 2024.